# Estação Ventilla
Ventilla é uma estação da Linha 9 do Metro de Madrid (Espanha), no distrito do Tetuán.